# Protestos na Guatemala em 2020
Os protestos na Guatemala em 2020 começaram em 21 de novembro na Cidade da Guatemala e em várias outras partes do país em resposta à aprovação de um polêmico projeto de lei orçamentário pelo Congresso Nacional em meio à pandemia de COVID-19 e das consequências dos furacões Eta e Iota. Mais de 7.000 manifestantes se reuniram na capital para protestar contra o projeto, que incluía cortes nos gastos com educação e saúde e aumento do financiamento para refeições e despesas para os legisladores. Durante os protestos na Cidade da Guatemala, relatos da mídia social mostraram um incêndio dentro de uma janela do prédio do Congresso Nacional. 

## Antecedentes
No momento dos protestos, a Guatemala estava lidando com os efeitos dos furacões Eta e Iota, tempestades consecutivas que trouxeram chuvas torrenciais para o país e a pandemia de COVID-19.  As tempestades causaram deslizamentos de terra que enterraram mais de 100 indígenas e destruíram plantações em todo o país. Durante esse tempo, o Congresso aprovou um projeto de lei orçamentário que cortou gastos com pacientes do COVID-19 e das agências de direitos humanos. Os manifestantes alegaram que este projeto de lei foi aprovado enquanto o país estava distraído pelos desastres nacionais.  O projeto de lei também aumentou o estipêndio dos legisladores para refeições e despesas, ao mesmo tempo em que cortou US $ 25 milhões do orçamento destinado ao combate à desnutrição no país.  O orçamento também cortou gastos com o judiciário. 
Em 20 de novembro de 2020, o vice-presidente Guillermo Castillo pediu a si mesmo e ao presidente Alejandro Giammattei que renunciassem. Castillo disse que não renunciaria a menos que o presidente também o fizesse. 

## Manifestações
Em 21 de novembro de 2020, mais de 7.000 pessoas se reuniram em protesto na Cidade da Guatemala, capital da Guatemala.  Centenas de manifestantes também se reuniram em outras partes do país.  Estudantes universitários lideraram um protesto que começou a quatro quarteirões do Congresso Nacional. Assim que chegaram à praça em frente ao prédio, montaram uma guilhotina. Os manifestantes pediram ao presidente Giammattei que vetasse o projeto de lei do orçamento de 2021. Também exigiram a renúncia de 125 dos 160 legisladores no Congresso. Policiais uniformizados aguardavam enquanto os manifestantes escalaram a frente do prédio do Congresso Nacional, quebraram janelas e lançaram artefatos incendiários.  Depois que o prédio foi incendiado, as forças de segurança dispararam gás lacrimogêneo na tentativa de dispersar a multidão. Várias pessoas ficaram feridas.  Os bombeiros chegaram para apagar o fogo.  O prédio, que estava vazio na época, pegou fogo por cerca de 10 minutos, mas a extensão dos danos é conhecida. 
Os protestos também incluíram manifestações pacíficas na capital do país.  Entre os alvos dos manifestantes estava a Corte Suprema de Justiça, que recentemente havia retirado a imunidade de ação penal para magistrados constitucionais. Os magistrados bloquearam os esforços de políticos para impedir as investigações sobre corrupção no governo. A Procuradora-Geral María Consuelo Porras também foi alvo de solicitação de retirada da imunidade dos magistrados constitucionais. 
Dois dias depois, o Congresso da Guatemala suspende a aprovação do orçamento que causou os protestos visando  “manter a governabilidade e a paz social”. Entretanto protestos continuaram no dia seguinte, embora as manifestações tenham diminuído de intensidade. No dia 28 de novembro milhares de manifestantes guatemaltecos retomaram os protestos para exigir a renúncia do presidente. Essas manifestações foram convocadas pelo movimento #28N, feita pelas redes sociais, e participaram vários setores da sociedade civil.